# Max von Zabern
Max von Zabern (* 3. Juni 1903 in Giengen an der Brenz; † 12. Juni 1991 in Mannheim) war von 1945 bis 1950 Landrat in Heidenheim.

## Lebensstationen
Nach Besuch der Volks- und Realschule in Giengen machte Max von Zabern sein Abitur am Gymnasium Heidenheim. 1922 bis 1928 studierte er Volks- und Betriebswirtschaft in Tübingen und Frankfurt am Main. Mit Beginn des Studiums wurde er 1926 aktiv bei der Verbindung Chattia Frankfurt, die kurze Zeit später in der Frankfurter Burschenschaft Arminia aufging, der Zabern zeitlebens angehören sollte. Im Jahre 1929 wurde er mit der Arbeit Die Entwicklung der internationalen Wechselkurse in Deutschland seit der Stabilisierung von der Universität Frankfurt promoviert. Nach seiner Promotion ging er als Wirtschaftswissenschaftler in die USA. Er arbeitete dort von 1930 bis 1935 unter anderem an der Brown University Providence Rhode Island und am Brokings Institut Washington. 1935 kam er zurück nach Deutschland und wurde Leiter der volkswirtschaftlichen Abteilung der Commerzbank in Berlin.
Der Giengener Bankfachmann war 1945 zunächst von der amerikanischen Militärregierung als kommissarischer Landrat eingesetzt worden, auch wegen seiner Berufserfahrung in Amerika. Vom neuen Kreistag wurde er am 6. März 1948 demokratisch zum Landrat gewählt, kehrte aber 1950 in seinen Beruf zurück und wurde bis 1953 Leiter der Kreissparkasse Heidenheim und später Filialdirektor der Commerzbank in Mannheim.
1946 gehörte er der Vorläufigen Volksvertretung im Land Württemberg-Baden an.
Am 1. Oktober 1969 erhielt er das Bundesverdienstkreuz Erster Klasse.